# Adele Renault
 (mai 2021).
La mise en forme du texte ne suit pas les recommandations de Wikipédia : il faut le « wikifier ».
Les points d'amélioration suivants sont les cas les plus fréquents :
- Les titres sont pré-formatés par le logiciel. Ils ne sont ni en capitales, ni en gras.
- Le texte ne doit pas être écrit en capitales (les noms de famille non plus), ni en gras, ni en italique, ni en « petit »…
- Le gras n'est utilisé que pour surligner le titre de l'article dans l'introduction, une seule fois.
- L'italique est rarement utilisé : mots en langue étrangère, titres d'œuvres, noms de bateaux, etc.
- Les citations ne sont pas en italique mais en corps de texte normal. Elles sont entourées par des guillemets français : « et ».
- Les listes à puces sont à éviter, des paragraphes rédigés étant largement préférés. Les tableaux sont à réserver à la présentation de données structurées (résultats, etc.).
- Les appels de note de bas de page (petits chiffres en exposant, introduits par l'outil «  Source ») sont à placer entre la fin de phrase et le point final[comme ça].
- Les liens internes (vers d'autres articles de Wikipédia) sont à choisir avec parcimonie. Créez des liens vers des articles approfondissant le sujet. Les termes génériques sans rapport avec le sujet sont à éviter, ainsi que les répétitions de liens vers un même terme.
- Les liens externes sont à placer uniquement dans une section « Liens externes », à la fin de l'article. Ces liens sont à choisir avec parcimonie suivant les règles définies. Si un lien sert de source à l'article, son insertion dans le texte est à faire par les notes de bas de page.
- La présentation des références doit suivre les conventions bibliographiques. Il est recommandé d'utiliser les modèles {{Ouvrage}}, {{Chapitre}}, {{Article}}, {{Lien web}} et/ou {{Bibliographie}}. Le mode d'édition visuel peut mettre en forme automatiquement les références.
- Insérer une infobox (cadre d'informations à droite) n'est pas obligatoire pour parachever la mise en page.

Pour une aide détaillée, merci de consulter Aide:Wikification.
Si vous pensez que ces points ont été résolus, vous pouvez retirer ce bandeau et améliorer la mise en forme d'un autre article.
Pour les articles homonymes, voir Renault (homonymie).
Adele Renault, née en 1988 en Province de Liège en Belgique, est une artiste belge.

## Biographie

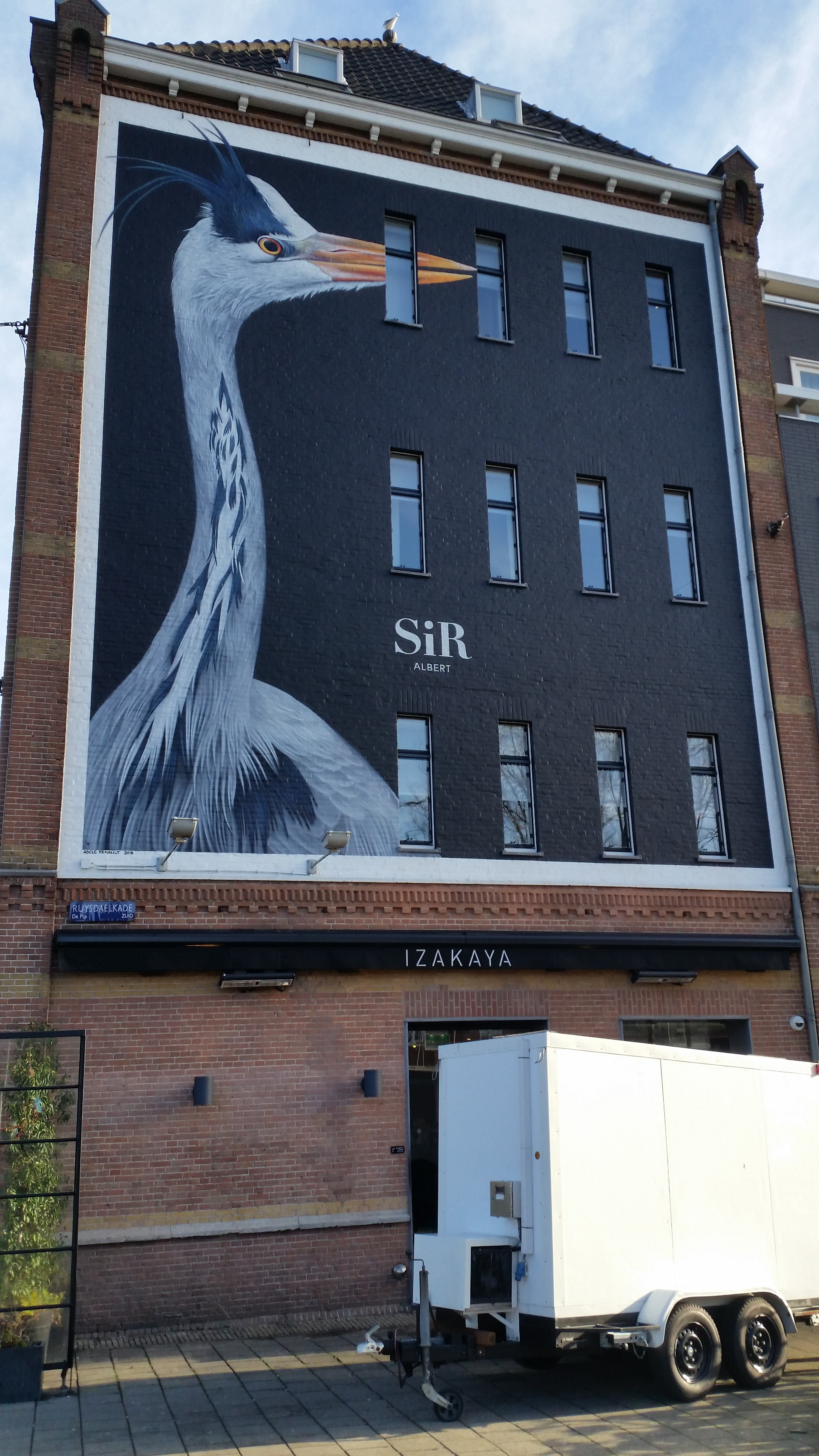
Héron cendré, Fresque à Amsterdam, quartier Sud, Albert Cuypstraat 2-6, artiste Adele Renault

Fille du pianiste et compositeur Jean-Christophe Renault, Adele a grandi en Ardenne belge. A 14 ans à peine, elle s’est rendue au Venezuela et ensuite à Brighton en Angleterre. Durant ses voyages, elle a étudié les arts graphiques, de la peinture aux graffitis modernes, tout en expérimentant aussi les nouveaux media et le design. En 2010, elle a été diplômée de l’Académie Royale des Beaux-Arts de Bruxelles,,,.

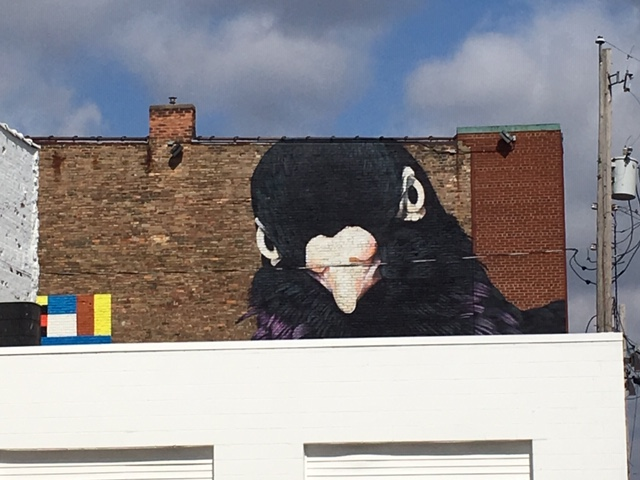
Cette fresque représentant un pigeon a été créée par Adele Renault en 2018 à Jackson, Michigan, USA.

  Au gré de ses expositions personnelles, les États-Unis sont pour elle une étape décisive de sa carrière artistique. Installée dans le quartier de West Adams à Los Angeles, Adèle présente en octobre 2019, lors de l’exposition Crossing Lines à la PDP Gallery, une série de portraits de la communauté qui l’entoure,,,,.

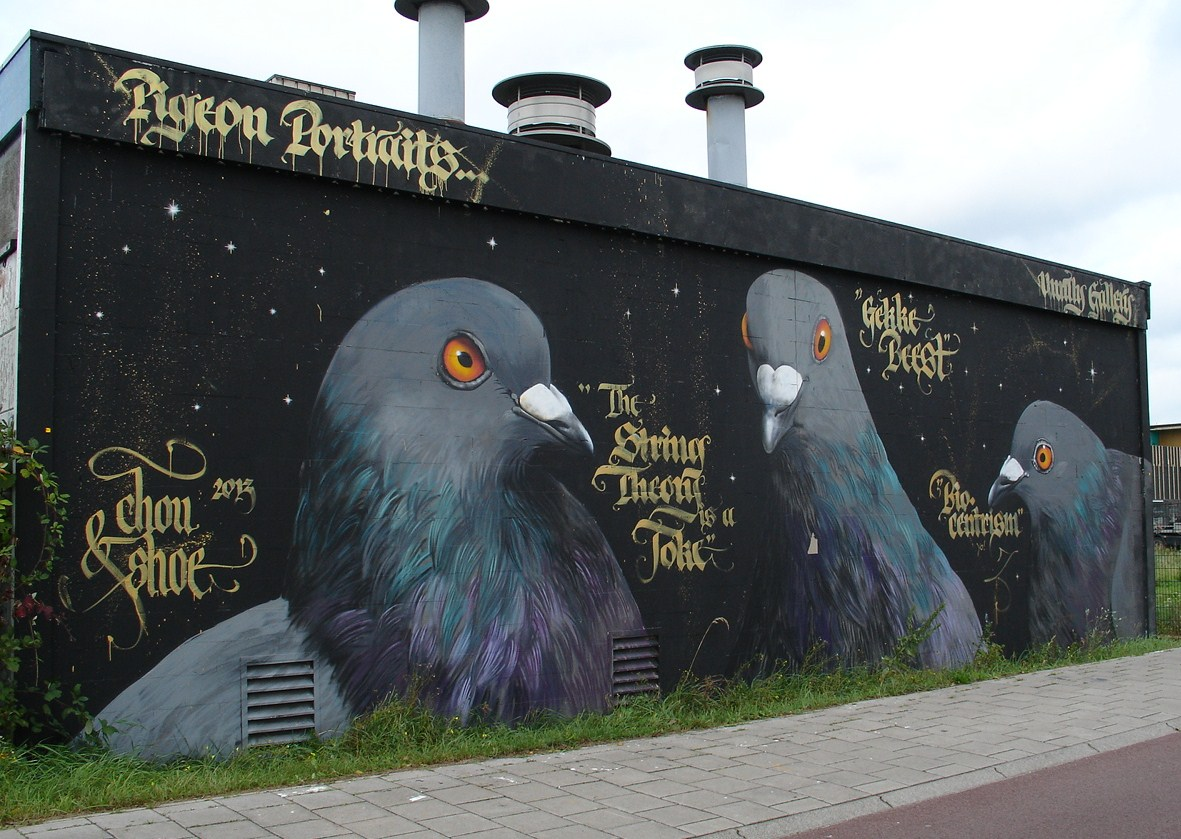
Fresque de Adele Renault, calligraphie de Niels Shoe Meulman. Œuvre réalisée en 2013 sur Ridderspoorwegg à Amsterdam, quartier Sud. Pays-Bas.

Au travers de sa série Gutter Paradise, Adèle Renault fait évoluer sa peinture depuis 2016 vers une étude minutieuse d’un détail devenu le sujet,.

## Principales expositions

### Expositions individuelles
- Octobre 2020, Un détail devenu sujet exposition solo avec PDP Gallery à la Urban Art Fair, Paris, France.
- Septembre 2018, Tyson's Corner exposition solo au Ring Side Lounge, Jersey City, NJ, États-Unis.
- Juin-juillet 2016, Les Hommes Intègres exposition solo à la Galerie Droste, Allemagne.
- Novembre - Décembre 2015, campthepigeon exposition solo à Havas, Chicago, États-Unis[12].
- Septembre 2014, Adele Renault: Pigeon Voyageur exposition solo à la Galerie Droste, Allemagne.
- March 2014, Les Clochards Célestes exposition solo à la Galerie White Walls, San Francisco, États-Unis.

### Expositions collectives
- Avril 2021, Twisted Dreams exposition collective au John Wolf Art space, Los Angeles, États-Unis.
- Avril 2021, Sensation Couleur exposition collective à la Galerie Quai4, Liège, Belgique.
- Novembre 2020, Sway exposition collective à la Moberg Gallery, Des Moines, IA, États-Unis.
- Juin 2020, Fresque pour l’exposition Art Public à Liège, Belgique.
- Janvier 2019, Grande fresque à New Delhi, Inde. En partenariat avec St+Art India.
- Fevrier 2019, Crossing Lines exposition collective à la PDP Gallery, Los Angeles, CA, États-Unis.
- Décembre 2019, In Black&White exposition collective organisée par Juxtapoz, Miami, FL, États-Unis.
- Aout 2018, Exposition et installation avec Martha Cooper à la Artmossphere, Biennale de Moscou, Russie[13].
- Février 2018, Urban Legends group show at Antler Gallery, Portland, OR, États-Unis.
- Juillet 2017, ONSET group show at First Amendment Gallery, San Francisco, États-Unis.
- Mai-Juillet 2016, Fresque et exposition collective à la Tinney Contemporary Gallery, Nashville, États-Unis.
- Avril- Juin 2016, D'après Nature exposition collective au Musée des Beaux-Arts de Verviers, Belgique.
- Mai 2016, exposition collective à la Saint Nicholas Cathedral, organisée par Unit44 Gallery, Newcastle, Royaume-Uni.
- Février 2016, exposition collective à la Gallery Vriend van Bavink, Amsterdam, Pays-Bas.